# Malleville-les-Grès

Malleville-les-Grès este o comună în departamentul Seine-Maritime, Franța. În 1 ianuarie 2022 avea o populație de 205 de locuitori.